# Кубок Іраку з футболу 2022—2023
Кубок Іраку з футболу 2022-23 — 33-й розіграш кубкового футбольного турніру в Іраку. Титул володаря кубка вшосте здобув Аль-Кува Аль-Джавія.

## Календар
| Раунд           | Дата                       | Матчі | Клуби   |
| --------------- | -------------------------- | ----- | ------- |
| Перший раунд    | 1-3 листопада 2022         | 30    | 87 → 57 |
| Другий раунд    | 5-7 листопада 2022         | 13    | 57 → 44 |
| Третій раунд    | 10-12 листопада 2022       | 10    | 44 → 34 |
| Четвертий раунд | 14-15 листопада 2022       | 2     | 34 → 32 |
| 1/16 фіналу     | 6-25 березня 2023          | 16    | 32 → 16 |
| 1/8 фіналу      | 13 квітня - 16 травня 2023 | 8     | 16 → 8  |
| 1/4 фіналу      | 25-26 липня 2023           | 4     | 8 → 4   |
| 1/2 фіналу      | 31 липня - 1 серпня 2023   | 2     | 4 → 2   |
| Фінал           | 5 серпня 2023              | 1     | 2 → 1   |

## 1/8 фіналу
| Команда 1           | Рахунок      | Команда 2            |
| ------------------- | ------------ | -------------------- |
| 13 квітня 2023      |              |                      |
| Аманат (Багдад) (2) | 1:1 пен. 8:9 | Аль-Карх             |
| Нафт Майсан         | 2:1          | Карбала              |
| 14 квітня 2023      |              |                      |
| Аль-Бахрі (2)       | 3:3 пен. 8:7 | Масафі Аль-Васат (2) |
| Ербіль              | 2:1          | Нафт Аль-Васат       |
| Аль-Завраа          | 1:1 пен. 4:2 | Нафт Аль-Басра       |
| Дахук               | 0:1          | Ат-Талаба            |
| 15 травня 2023      |              |                      |
| Аль-Худод           | 2:1          | Аль-Ширкат (2)       |
| 16 травня 2023      |              |                      |
| Аль-Кува Аль-Джавія | 1:1 пен. 7:6 | Аш-Шурта             |

## 1/4 фіналу
| Команда 1     | Рахунок      | Команда 2           |
| ------------- | ------------ | ------------------- |
| 25 липня 2023 |              |                     |
| Нафт Майсан   | 0:0 пен. 3:5 | Аль-Худод           |
| Аль-Завраа    | 1:1 пен. 2:3 | Аль-Кува Аль-Джавія |
| 26 липня 2023 |              |                     |
| Ербіль        | +:-          | Аль-Бахрі (2)       |
| Ат-Талаба     | 0:0 пен. 4:5 | Аль-Карх            |

## 1/2 фіналу
| Команда 1           | Рахунок | Команда 2 |
| ------------------- | ------- | --------- |
| 31 липня 2023       |         |           |
| Аль-Худод           | 0:1     | Ербіль    |
| 1 серпня 2023       |         |           |
| Аль-Кува Аль-Джавія | 3:1     | Аль-Карх  |

## Фінал
| 5 серпня 2023 20:00 (EEST) |

| Аль-Кува Аль-Джавія | 1:0      | Ербіль |
| ------------------- | -------- | ------ |
| Абдул-Рахім 29'     | Протокол |        |

| Стадіон «Аль-Шааб», Багдад Арбітр: Заїд Тамер Мохаммед |